# Wiriehorn
Le Wiriehorn est une montagne de 2 304 m, mais aussi une petite station de ski de Suisse qui a été installée sur ses pentes. Elle est située sur le territoire de la localité de Zwischenflüh, commune de Diemtigen, dans la vallée du Diemtigtal dans l'Oberland bernois, dans le canton de Berne. 

## Domaine skiable
Le domaine skiable est relié depuis le parking payant aux moyens d'un télésiège 6-places débrayable, lequel a été reconstruit en 2007. De son arrivée à Nüegg (1 420 m) commence le domaine principal. La piste unique de retour en vallée est équipée d'enneigeurs.
Le reste du domaine est équipé de téléskis construits entre 1971 et 1976. Un double téléski part en direction du Tubelfärrich (1 757 m), et dessert le domaine principal et central. Les pistes y sont majoritairement larges et régulières. Sur sa gauche, un téléski dessert une zone plus facile techniquement, et qui offre un moindre dénivelé. Le téléski sommital, excentré et relativement moins fréquenté, s'arrête quelques mètres avant le Homad (1 868 m). Il dessert deux pistes de difficulté noire, ainsi qu'une zone de freeride située en majorité au-delà de la forêt.
Tous les vendredis soir de 18h à 22h, une partie du domaine est ouverte pour la pratique du ski nocturne. Une patinoire non éclairée est alors ouverte aux mêmes horaires.
La station coopère avec les stations de la vallée du Diemtigtal, au travers d'un forfait séjour commun. Mais aussi avec Adelboden, Lenk, Gstaad, Schilthornbahn, Rossberg, Jaunpass, Jaun, Charmey, Stockhornbahn, Grimmialp et Springenboden, au travers de réductions offertes pour la détention d'un forfait saison.
Une piste de luge de 5 km complète l'offre touristique.
Le gérant du domaine emploie en 2014 quatre employés fixes et plus de 40 saisonniers.